# Parentiu esquimal
El parentiu esquimal és un esquema usat en antropologia per descriure les relacions familiars de determinats grups.

## Ús
L'esquema no distingeix entre la família del pare o de la mare: un oncle, per exemple, pot ser tant germà del primer com de la segona. Els paràmetres rellevants són el sexe, la generació i la distància respecte al subjecte centre de la descripció (per això els membres més propers de la família tenen un únic nom i els més allunyats poden compartir el títol).
És l'esquema propi de les cultures occidentals i, si bé agrupa moltes famílies per la població que pertany a aquestes cultures, és relativament anòmal en l'esquema general del parentesc (encara que per l'etnocentrisme els seus termes es preguin de referència per a les traduccions).